# Lista planetelor minore: 68001–69000
| Nume                                            | Denumire provizorie                             | Data descoperirii                               | Locul descoperirii                              | Descoperitor(i)                                 |                                                 |                                                 |                                                 |                                                 |                                                 |                                                 |                                                 |                                                 |                                                 |                                                 |                                                 |                                                 |                                                 |                                                 |                                                 |                                                 |                                                 |                                                 |                                                 |                                                 |                                                 |                                                 |                                                 |                                                 |                                                 |                                                 |                                                 |                                                 |                                                 |                                                 |                                                 |                                                 |                                                 |                                                 |                                                 |                                                 |                                                 |                                                 |                                                 |                                                 |                                                 |                                                 |                                                 |                                                 |                                                 |
| 68001–68100 Lista planetelor minore/68001–68100 | 68001–68100 Lista planetelor minore/68001–68100 | 68001–68100 Lista planetelor minore/68001–68100 | 68001–68100 Lista planetelor minore/68001–68100 | 68001–68100 Lista planetelor minore/68001–68100 | 68101–68200 Lista planetelor minore/68101–68200 | 68101–68200 Lista planetelor minore/68101–68200 | 68101–68200 Lista planetelor minore/68101–68200 | 68101–68200 Lista planetelor minore/68101–68200 | 68101–68200 Lista planetelor minore/68101–68200 | 68201–68300 Lista planetelor minore/68201–68300 | 68201–68300 Lista planetelor minore/68201–68300 | 68201–68300 Lista planetelor minore/68201–68300 | 68201–68300 Lista planetelor minore/68201–68300 | 68201–68300 Lista planetelor minore/68201–68300 | 68301–68400 Lista planetelor minore/68301–68400 | 68301–68400 Lista planetelor minore/68301–68400 | 68301–68400 Lista planetelor minore/68301–68400 | 68301–68400 Lista planetelor minore/68301–68400 | 68301–68400 Lista planetelor minore/68301–68400 | 68401–68500 Lista planetelor minore/68401–68500 | 68401–68500 Lista planetelor minore/68401–68500 | 68401–68500 Lista planetelor minore/68401–68500 | 68401–68500 Lista planetelor minore/68401–68500 | 68401–68500 Lista planetelor minore/68401–68500 | 68501–68600 Lista planetelor minore/68501–68600 | 68501–68600 Lista planetelor minore/68501–68600 | 68501–68600 Lista planetelor minore/68501–68600 | 68501–68600 Lista planetelor minore/68501–68600 | 68501–68600 Lista planetelor minore/68501–68600 | 68601–68700 Lista planetelor minore/68601–68700 | 68601–68700 Lista planetelor minore/68601–68700 | 68601–68700 Lista planetelor minore/68601–68700 | 68601–68700 Lista planetelor minore/68601–68700 | 68601–68700 Lista planetelor minore/68601–68700 | 68701–68800 Lista planetelor minore/68701–68800 | 68701–68800 Lista planetelor minore/68701–68800 | 68701–68800 Lista planetelor minore/68701–68800 | 68701–68800 Lista planetelor minore/68701–68800 | 68701–68800 Lista planetelor minore/68701–68800 | 68801–68900 Lista planetelor minore/68801–68900 | 68801–68900 Lista planetelor minore/68801–68900 | 68801–68900 Lista planetelor minore/68801–68900 | 68801–68900 Lista planetelor minore/68801–68900 | 68801–68900 Lista planetelor minore/68801–68900 | 68901–69000 Lista planetelor minore/68901–69000 | 68901–69000 Lista planetelor minore/68901–69000 | 68901–69000 Lista planetelor minore/68901–69000 | 68901–69000 Lista planetelor minore/68901–69000 | 68901–69000 Lista planetelor minore/68901–69000 |
| ----------------------------------------------- | ----------------------------------------------- | ----------------------------------------------- | ----------------------------------------------- | ----------------------------------------------- | ----------------------------------------------- | ----------------------------------------------- | ----------------------------------------------- | ----------------------------------------------- | ----------------------------------------------- | ----------------------------------------------- | ----------------------------------------------- | ----------------------------------------------- | ----------------------------------------------- | ----------------------------------------------- | ----------------------------------------------- | ----------------------------------------------- | ----------------------------------------------- | ----------------------------------------------- | ----------------------------------------------- | ----------------------------------------------- | ----------------------------------------------- | ----------------------------------------------- | ----------------------------------------------- | ----------------------------------------------- | ----------------------------------------------- | ----------------------------------------------- | ----------------------------------------------- | ----------------------------------------------- | ----------------------------------------------- | ----------------------------------------------- | ----------------------------------------------- | ----------------------------------------------- | ----------------------------------------------- | ----------------------------------------------- | ----------------------------------------------- | ----------------------------------------------- | ----------------------------------------------- | ----------------------------------------------- | ----------------------------------------------- | ----------------------------------------------- | ----------------------------------------------- | ----------------------------------------------- | ----------------------------------------------- | ----------------------------------------------- | ----------------------------------------------- | ----------------------------------------------- | ----------------------------------------------- | ----------------------------------------------- | ----------------------------------------------- |

| Predecesor: 67001–68000 | Lista planetelor minore 68001–69000 Semnificații ale numelor: 68001–69000 | Succesor: 69001–70000 |